# Эрдеборн
Эрдеборн (нем. Erdeborn) — деревня в Германии, в земле Саксония-Анхальт, входит в район Мансфельд-Зюдгарц в составе коммуны Зегебит-Мансфельдер.
Население составляет 1029 человек (на 31 декабря 2008 года). Занимает площадь 12,2 км².

## История
Первое упоминание о поселении встречается в 881 году в каталоге плательщиков десятины монастырю Херсфельда.
1 января 2010 года, после проведённых реформ, была образована коммуна Зегебит-Мансфельдер, а в её состав вошли ранее независимые коммуны: Амсдорф, Азелебен, Ванслебен-ам-Зе, Дедерштедт, Зеебург, Люттхендорф, Нехаузен, Рёблинген-ам-Зе, Хорнбург, Штедтен, Эрдеборн.

## Галерея

Эрдеборн на карте коммуны
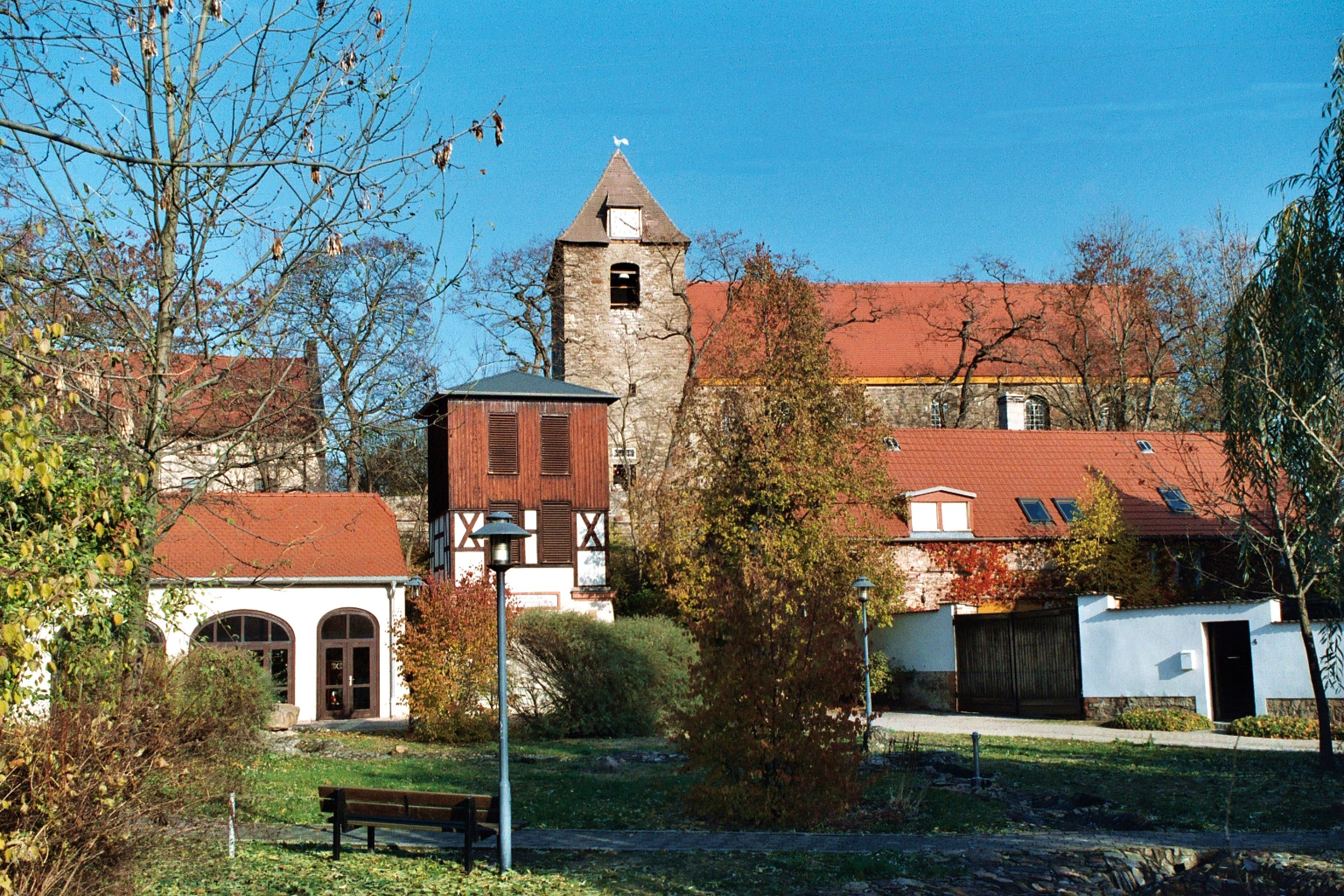
Церковь в Эрдеборне
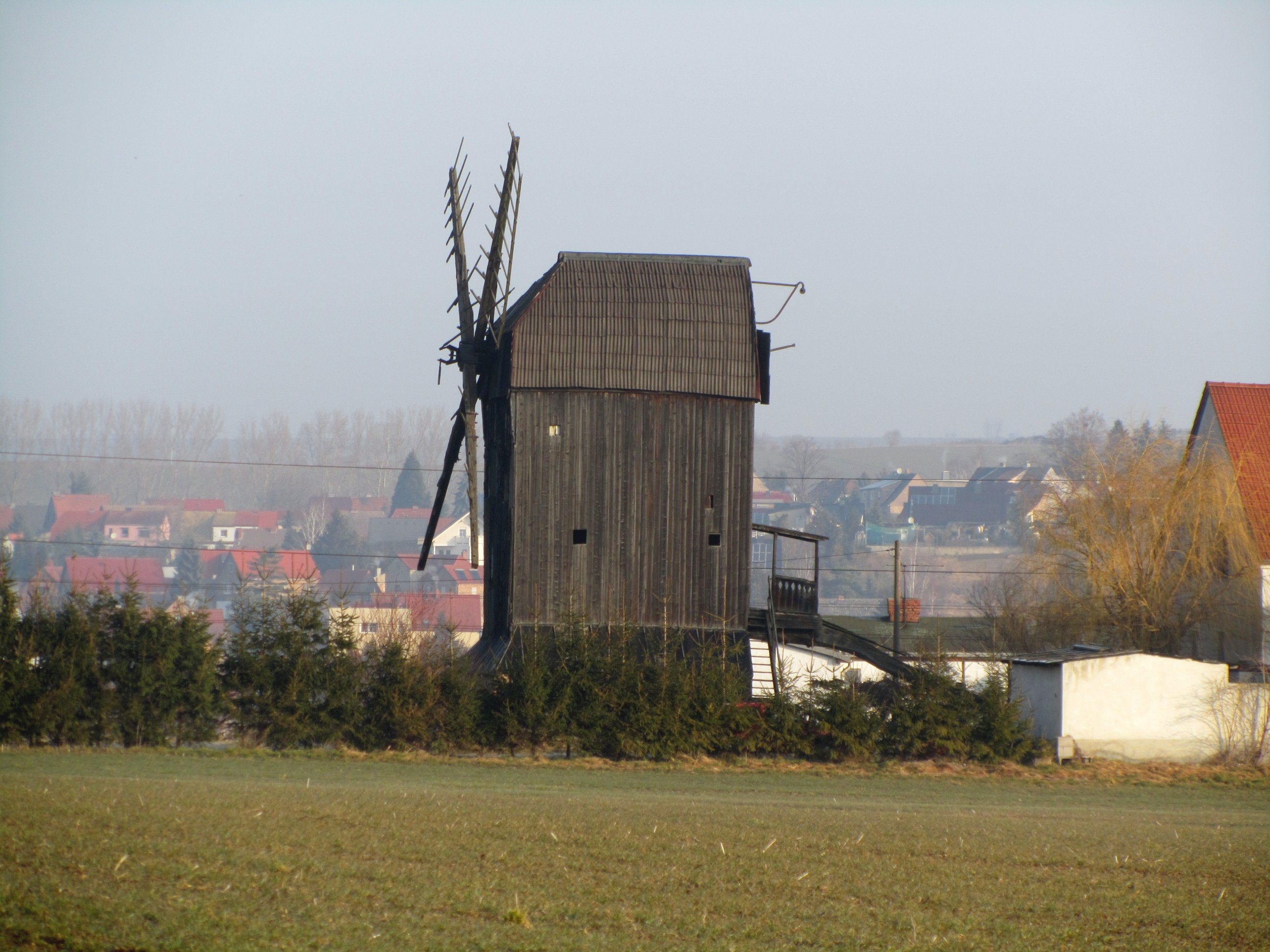
Старая мельница вблизи Эрдеборна
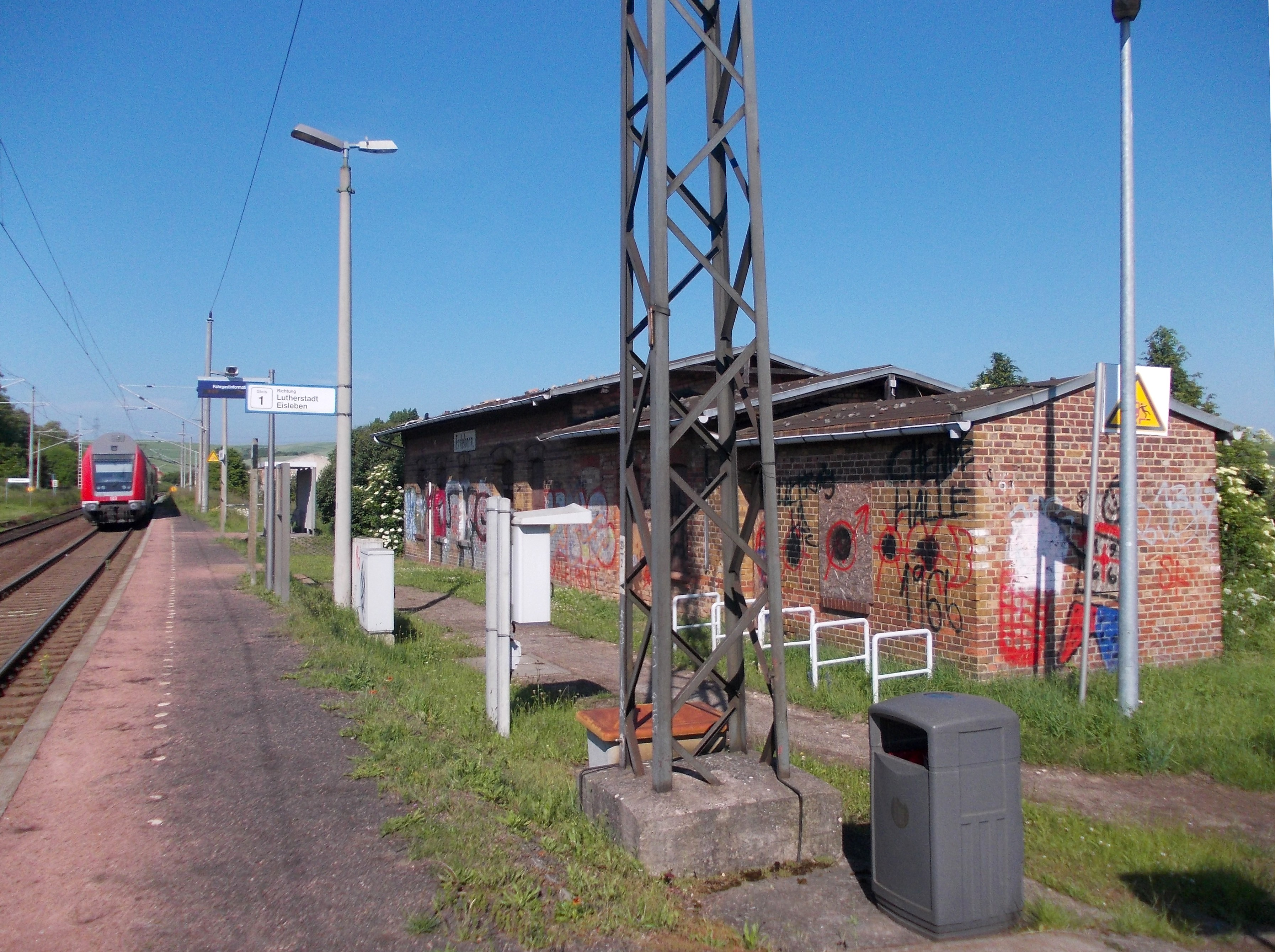
Ж/д станция Эрдеборна